# یاماها
 یاماها کورپوریشن (به ژاپنی: ヤマハ株式会社) یک شرکت چندملیتی ژاپنی است که دامنه گسترده‌ای از محصولات و خدمات را به مشتریان ارائه می‌دهد. این محصولات بیشتر شامل آلات موسیقی، موتورسیکلت، تجهیزات ورزشی قدرتی و الکترونیکی است.

## محصولات
محدوده فعالیت یاماها در صنایع مختلف و محصولات بسیاری گسترش یافته‌است. نخستین تولید در هر دسته اصلی در زیر ذکر شده‌است.
- ۱۸۹۷ محصولات کیبوردی (reed organ، پیانو در ۱۹۰۰)
- ۱۹۰۳ اسباب و اثاثیه
- ۱۹۱۴ سازدهنی
- ۱۹۲۲ تجهیزات صوتی
- ۱۹۴۲ گیتار
- ۱۹۵۵ یاماها موتور
- ۱۹۵۹ محصولات ورزشی
- ۱۹۵۹ مدارس موسیقی
- ۱۹۶۱ آلیاژهای فلزی
- ۱۹۶۵ تجهیزات گروه موسیقی
- ۱۹۷۱ نیم‌رساناها
- ۱۹۸۴ ربات صنعتی
- ۲۰۰۱ Yamaha Entertainment Group (شرکت ضبط موسیقی)
- ۲۰۱۰ برنامه‌های کاربردی[۲]